# East Malling and Larkfield
East Malling and Larkfield is een civil parish in het bestuurlijke gebied Tonbridge and Malling, in het Engelse graafschap Kent met 14.185 inwoners.

## Geboren
- Paxton Whitehead (1937-2023), acteur, toneelregisseur en toneelschrijver